# Gilvam Borges
Gilvam Pinheiro Borges (Brasília, 1º de agosto de 1958) é um político brasileiro. Filiado ao Avante e com base eleitoral no estado do Amapá, foi senador da República entre 1995 e 2003 e de 2005 a 2011, bem como deputado federal por um mandato, entre 1991 e 1995.

## Família e educação
Natural de Brasília, Borges é filho de Miguel Pinheiro Borges e de Cícera Pinheiro Borges. Sua família era dona de diversas rádios no Amapá, como o Sistema Beija Flor de Radiodifusão, a rádio Antena 1 FM e a Forte FM. Dois de seus dezesseis irmãos empreenderam carreira política: Geovani Borges foi deputado federal e senador da República e Ronaldo Pinheiro Borges foi vice-governador, ambos no Amapá. Além disso, um de seus primos, Jonas Pinheiro Borges, foi senador da República.
Borges estudou sociologia na Universidade Federal do Pará, em Belém, mas não concluiu o curso. Eventualmente, firmou base eleitoral no Amapá, onde trabalhou como radialista nas empresas da família.
É casado com Maria Marlene Barriga Borges, com quem teve três filhos.

## Carreira política

### Início e deputado federal
Um dos membros fundadores do Partido da Juventude (PJ), mais tarde denominado Partido Trabalhista Cristão, Borges concorreu pela agremiação à prefeitura de Macapá, capital do estado, na eleição de 1988. Não tendo logrado êxito, a disputa foi vencida por João Capiberibe.
Nas eleições gerais de 1990, Borges foi eleito deputado federal com 2.901 votos, a sexta maior votação entre os oito parlamentares eleitos. Empossado em fevereiro do ano seguinte, integrou a Comissão de Minas e Energia e da Comissão de Educação. No mesmo ano, defendeu a anexação da Guiana Francesa no território brasileiro, arguindo que seus habitantes usufruiriam de maiores vantagens.
Em 1992, Borges votou a favor da abertura do processo de impeachment contra o presidente Fernando Collor. Em 1994, foi um dos designatários de seu país no Encontro de Cúpula para a Paz Mundial, na Coreia do Sul. No mesmo ano, tendo se aliado ao ex-presidente José Sarney, na época senador da República pelo Amapá, decidiu concorrer ao Senado Federal.

### Senador da República
Borges elegeu-se para a câmara alta do parlamento no pleito de outubro de 1994, sendo o candidato mais votado ao cargo, com 50.249 votos, correspondentes a 22,32% dos votos válidos. O segundo mais votado, e igualmente eleito, Sebastião Bala Rocha, recebeu 20,78%. Nesta eleição, Borges já estava filiado ao Movimento Democrático Brasileiro (MDB).
No Senado Federal, Borges votou a favor da quebra do monopólio nos setores de telecomunicações, exploração de petróleo, distribuição de gás canalizado e navegação de cabotagem. Foi a favor da manutenção da Contribuição Provisória sobre Movimentação Financeira (CPMF). Também fez parte da comitiva brasileira que participou da 51ª Sessão da Assembleia Geral da Organização das Nações Unidas.
Em 1998, Borges concorreu a governador pela coligação Muda Amapá, composta por dez partidos políticos. No entanto, foi derrotado ainda no primeiro turno, com 39.445 votos, ou 23,64%. Capiberibe e Waldez Góes prosseguiram para o segundo turno, vencido pelo primeiro.
Borges candidatou-se à reeleição como senador em 2002. Entretanto, obteve a terceiro lugar, com 94.130 votos (21,48%). Em dezembro de 2005, foi empossado para seu segundo mandato na casa em decorrência da cassação de Capiberibe, pelo Tribunal Superior Eleitoral (TSE), por compra de votos. A questão chegou à mais alta corte, o Supremo Tribunal Federal (STF), que mandou o Senado empossar Borges.
Durante a campanha de 2006, Borges foi um dos articuladores da exitosa candidatura à reeleição de Sarney ao Senado. Em 2009, enquanto integrante do Conselho de Ética, votou a favor da manutenção de Sarney, acusado de ter cometido irregularidades, como presidente da casa. Na época, foi intitulado pela imprensa como membro da "tropa de choque" de Sarney. De igual modo, o mesmo grupo foi incumbido de defender o senador Renan Calheiros de acusações que pesavam contra si.
No pleito de 2010, Borges concorreu a um terceiro mandato no Senado pela coligação Amapá Mais Forte, constituída por seis partidos políticos. Novamente, logrou a terceira colocação, logo atrás de Capiberibe e Randolfe Rodrigues. Ainda que a candidatura de Capiberibe tenha sido impugnada com base na Lei da Ficha Limpa, mantendo Borges no Senado, o STF decidiu que a legislação não era aplicável naquele ano. Desta forma, ocorreu o oposto de 2005, isto é, Borges foi substituído por Capiberibe em novembro de 2011.

### Pós-Senado
Após deixar o Senado, Borges voltou a disputar cargos públicos eletivos. Em 2014, concorreu ao Senado, no lugar de Sarney, e foi apoiado por três partidos políticos em seu intento: PMDB, Partido Democrático Trabalhista (PDT) e Progressistas (PP). Com 124.438 votos (34,26%), foi derrotado por uma pequena diferença pelo deputado federal Davi Alcolumbre, que alcançou 131.695 votos (36,26%).
Na eleição municipal de Macapá em 2016, Borges foi candidato a prefeito e chegou a ir ao segundo turno, mas foi derrotado pelo prefeito incumbente Clécio Luís, por 123.808 votos a 80.840, ou 60,5% a 39,5%. Em 2018, Borges lançou-se, pela quinta vez, ao Senado na eleição de outubro. Desta vez, contudo, amealhou seu pior resultado de sempre: 29.360 votos, ou 4,21% dos votos válidos. No segundo turno, declarou apoio a seu opositor histórico Capiberibe, postulante ao governo estadual.
Em 2019, Borges foi condenado pelo Tribunal Regional Eleitoral do Amapá (TRE-AP) à perda do registro de candidatura nas eleições do ano anterior. O tribunal entendeu que havia utilizado bens públicos para sua campanha eleitoral. Em 2020, anunciou sua pré-candidatura à prefeitura de Macapá.Entretanto, Gilvam acabou apoiando o então deputado estadual Dr. Furlan, que foi eleito em segundo turno. 